# Hans Stercken

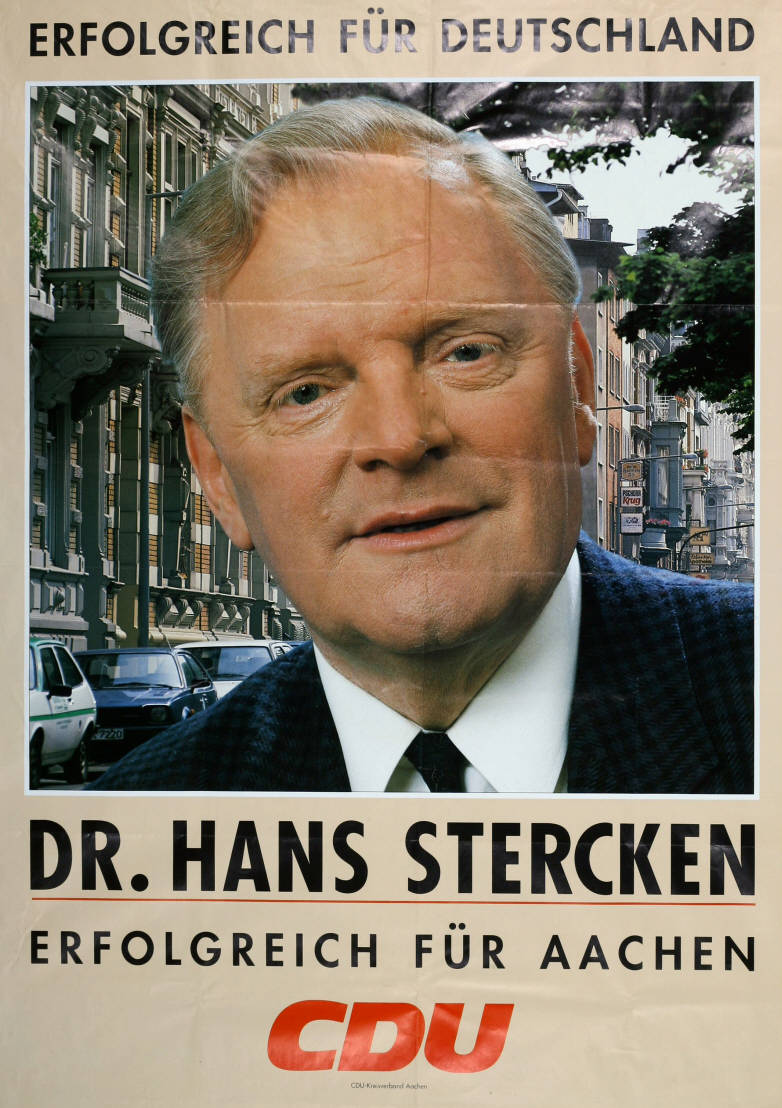
Kandidatenplakat zur Bundestagswahl 1990

Hans Stercken (* 2. September 1923 in Aachen; † 26. Juni 1999 in Bonn) war ein deutscher Journalist und Politiker (CDU).

## Leben und Beruf
Nach dem Abitur 1942 am Kaiser-Karls-Gymnasium nahm er bis 1945 als Soldat am Zweiten Weltkrieg teil, zuletzt als Leutnant der Reserve. Er war an der Verschwörung vom 20. Juli 1944 beteiligt, versteckte sich jedoch in Belgien. Nach der anschließenden französischen Kriegsgefangenschaft begann er 1946 ein Studium der Klassischen Philologie, der Archäologie, Germanistik, Geschichte und Pädagogik, welches er 1952 beendete. Während des Studiums wurde Stercken 1947 Mitglied der katholischen Studentenverbindung KDStV Novesia Bonn im CV und später u. a. noch der KDStV Sauerlandia Münster und KDStV Staufia Bonn im CV. 1952 wurde er an der Universität Bonn mit der Arbeit Gallus gallinaceus – Studien zur Monographie des Haushahnes im Altertum zum Dr. phil. promoviert. Anschließend arbeitete er bis 1954 als Redakteur bei der Bonner Rundschau. Von 1954 bis 1968 war Stercken als Referent für West- und Südeuropa im Presse- und Informationsamt der Bundesregierung tätig. Danach war er von 1969 bis 1976 geschäftsführender Direktor der Bundeszentrale für politische Bildung. 1995 wurde er mit dem Elsie-Kühn-Leitz-Preis für herausragende Verdienste um die deutsch-französischen Beziehungen und die europäische Einigung ausgezeichnet.
Hans Stercken war verheiratet mit Annemarie Stercken und hatte fünf Kinder.

## Partei
Ab 1946 war Stercken Mitglied der CDU.

## Abgeordneter
Von 1976 bis 1994 war er Mitglied des Deutschen Bundestages. Hier war er von 1985 bis 1994 Vorsitzender des Auswärtigen Ausschusses. Er war von 1985 bis 1988 Präsident und ab 1990 Ehrenpräsident des Interparlamentarischen Rates der Interparlamentarischen Union IPU. Mit ihm wurde erstmals ein deutscher Parlamentarier in den Vorsitz dieser wichtigen weltweiten Abgeordnetenvereinigung berufen.
Hans Stercken ist stets als direkt gewählter Abgeordneter des Wahlkreises Aachen in den Bundestag eingezogen.

## Gesellschaftliches Engagement
Stercken hat sich insbesondere für eine Vertiefung der deutsch-französischen, der deutsch-israelischen, der deutsch-afrikanischen und der deutsch-türkischen Beziehungen eingesetzt. Er war Präsident der Vereinigung Deutsch-Griechischer Gesellschaften und Bundesvorsitzender des deutsch-türkischen Freundschaftsvereins e. V./Hürriyetçi Türk-Alman Dostluk Cemiyeti (HÜR-TÜRK). Er setzte sich dafür ein, die türkisch-deutschen Freundschaftsbeziehungen gesondert von der Situation Deutschland-Türkei zu betrachten und verwies auf die seit den 60er Jahren bestehenden Anbindungen der Türkei. Von 1978 bis 1987 war er Gründungsvorsitzender der Deutsche Afrika Stiftung. Ab 1990 war Stercken auch Präsident der Deutsch-Atlantischen Gesellschaft. Er war 1. Vorsitzender der Gesellschaft für Internationale Burgenkunde Aachen e. V. (GIB).
Von 1972 bis 1980 war Hans Stercken Vorsitzender des CV-Rates und Altherrenbundes des Cartellverbandes der katholischen deutschen Studentenverbindungen (CV).

## Ehrungen und Auszeichnungen
- Narrenbrunnenpreis der Narrengilde Ettlingen (1980)
- Großes Bundesverdienstkreuz der Bundesrepublik Deutschland (1984)
- Ehrenpräsident des Interparlamentarischen Rates der IPU (1990)
- Komtur mit Stern des Verdienstordens der Republik Ungarn (1992)
- Ehrenmitgliedschaft in der Gesellschaft für Internationale Burgenkunde (1997)
- Adenauer-de Gaulle-Preis (1998)
- Goldener Ehrenring der Stadt Aachen (1998)
- Großes Bundesverdienstkreuz mit Stern der Bundesrepublik Deutschland
- Ehrenvorsitzender der Deutschen Afrika-Stiftung in Berlin
- Hans-Stercken-Platz in Aachen (posthum 2000)